# FUDGE-test
De FUDGE-test is een test om te beoordelen of een bepaald neologisme een blijvend verschijnsel is. Op grond daarvan kunnen taalkundigen besluiten of het woord in een woordenboek moet worden opgenomen.
De test is bedacht door Allan Metcalf, die er het boek Predicting new words (2002) over schreef.

## Letters van FUDGE
De letters van het woord FUDGE staan elk voor een bepaald kenmerk:
- F staat voor frequency (frequentie), hoe vaak het nieuwe woord wordt gebruikt.
- U staat voor unobtrusiveness: het woord mag niet te veel opvallen. Het nieuwe woord heeft meer overlevingskans als het als een normaal woord wordt ervaren.
- D staat voor diversity of users and situations: als het woord door veel verschillende groepen in veel verschillende situaties gebruikt wordt is de overlevingskans groter.
- G staat voor generation of forms and meanings: als het woord zelf nieuwe woorden voortbrengt is de kans dat het zelf standhoudt groter.
- E staat voor endurance of the concept: een woord heeft meer kans te blijven als het begrip dat het beschrijft ook blijft bestaan.